# Ster van Kapteyn

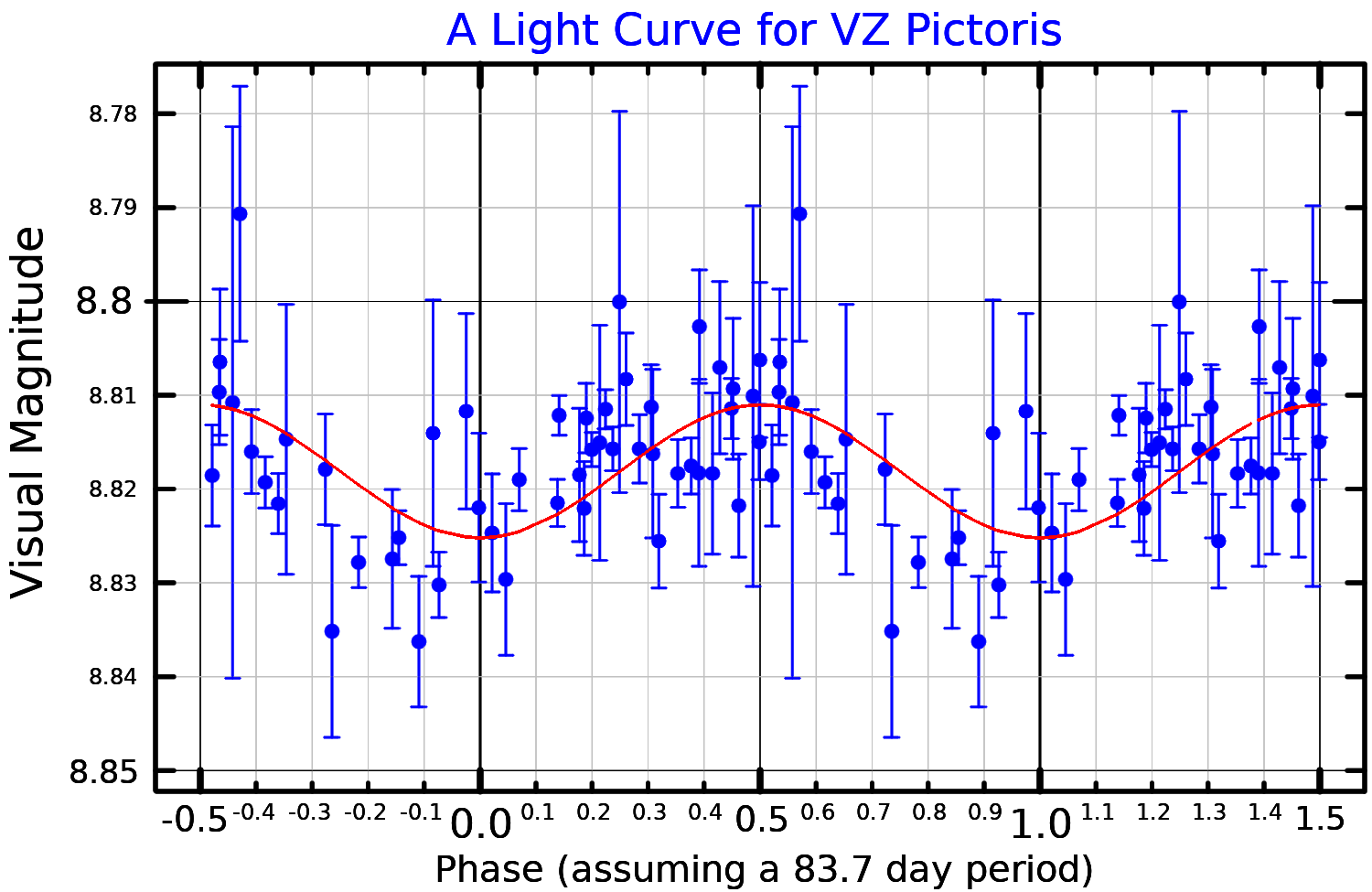
Lichtkromme van de Ster van Kapteyn

De ster van Kapteyn is een rode subdwerg aan het zuidelijk halfrond in het sterrenbeeld Schilder (Pictor). De ster bevindt zich ongeveer op 8,5 graad ten noordwesten van de ster beta Pictoris, nabij de grens met het sterrenbeeld Duif (Columba). De ster is te zwak om met het blote oog te zien.
De ster van Kapteyn is bijzonder omdat deze de een na grootste eigenbeweging van alle sterren heeft. De snelste is de ster van Barnard. De ster van Kapteyn beweegt zich in zuidoostelijke richting met snelheid 8,5 boogseconde per jaar. De ster heeft ook een grote radiële snelheid van 245,05 km/s. De ster is een dichtbijstaande haloster en maakt deel uit van de halo van de Melkweg. De afstand tot de zon bedraagt 12,8 lichtjaar. De massa bedraagt ongeveer 0,4 zonnemassa's.
De ster werd door Jacobus Cornelius Kapteyn in 1897 ontdekt toen hij observaties deed in Zuid-Afrika.

## Planeten
In 2014 werden twee mogelijke planeten rond de ster gevonden (b) en (c). Echter een nieuwe studie van de ster in 2021 suggereert dat er geen planeten rond deze ster zijn en dat de gevonden variaties veroorzaakt worden door rotatie van de ster.